# Hannelore Anke
Hannelore Anke   (Bad Schlema, 8 de desembre de 1957) és una nedadora alemanya, ja retirada, que va competir sota bandera de la República Democràtica Alemanya durant la dècada de 1970.
El 1971 va guanyar el Campionat d'Europa júnior de natació. El 1972 va prendre part en els Jocs Olímpics d'Estiu de Munic, on fou novena en la prova dels 200 metres braça del programa de natació. Quatre anys més tard, als Jocs Montreal, va disputar tres proves del programa de natació. En els 100 metres braça i 4x100 metres estils guanyà la medalla d'or, mentre en els 200 metres braça fou quarta.
En el seu palmarès també destaquen quatre medalles en el Campionat del Món de natació, una de plata el 1973 i tres d'or el 1975. Durant la seva carrera esportiva va establir tres rècords mundials. El 1990 va ser inclosa a l'International Swimming Hall of Fame.
Un cop retirada es va saber que havia participat del programa de dopatge sistemàtic dirigit per l'Alemanya de l'Est.